# Знаменский собор (Великий Новгород)
Собор иконы Божией Матери «Знамение» (Зна́менский собор) — недействующий православный храм в Великом Новгороде близ церкви Спаса Преображения на Ильине улице. Заложен в 1682 году на месте разобранного храма XIV века — церкви Знамения Божией Матери. Ныне находится в ведении Новгородского музея-заповедника.

## История
Инициатором и организатором постройки храма для хранения в нём заветной святыни Новгорода — иконы Божией Матери, получившей наименование «Знамение», выступил митрополит Новгородский Корнилий. Собор сооружался на средства Дома Святой Софии. В каменных работах принимали участие московские стрельцы. Плотницкие работы выполнили две артели новгородских плотников.
20 ноября 1687 года собор был освящён митрополитом Новгородским Корнилием. В 1696 году храм пострадал от пожара, после чего был капитально перестроен. В 1699 году в главном алтаре и приделах были установлены иконостасы. Их резные рамы были исполнены в технике сквозной («флемованной») резьбы. Известны имена двух резчиков, принимавших участие в работе: Иван Тимофеев и Василий Кобылинский. В 1702 году при митрополите Иове стены были расписаны артелью костромских иконописцев во главе с Иваном Бахматовым. Эти росписи дошли до наших дней и представляют большой интерес: изображая ведомых в ад грешников, живописцы поместили среди них «высокого человека в „немецком платье“», который отождествляется с Петром I.

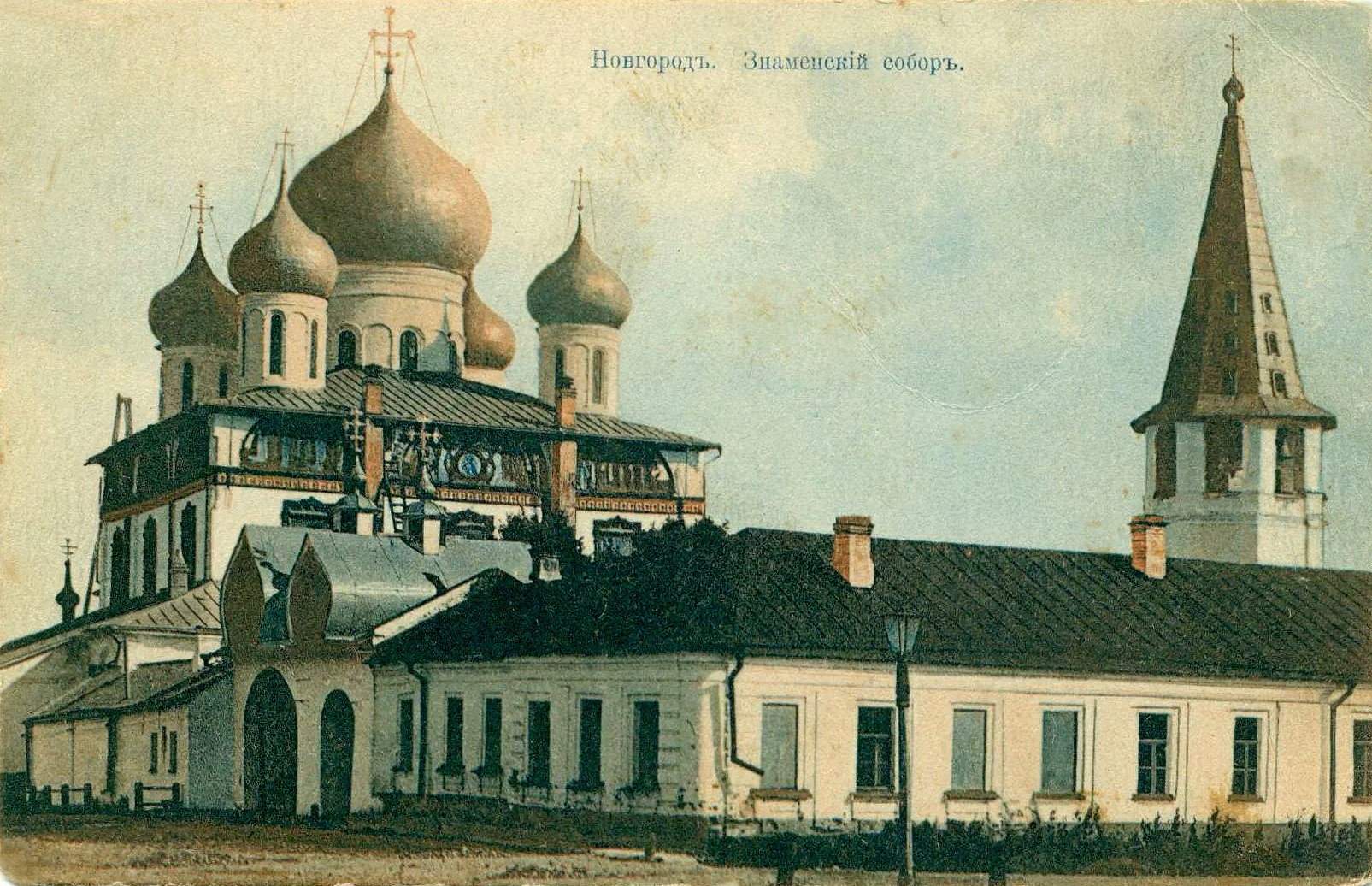
Собор в начале XX века

В 1745 году храм вновь пострадал от пожара. Ремонтные работы осуществлялись также в 1844—1845 годах на пожертвования графини Анны Орловой-Чесменской. В результате перестроек изменена форма покрытия основного объёма и западного крыльца, утрачено южное крыльцо при входе в паперть, перестроено северное крыльцо при входе в паперть, полностью утрачена роспись на барабанах. Первоначальная настенная живопись оказалась под несколькими слоями записей.
Большие повреждения собор получил в годы Великой Отечественной войны. Немецкие войска использовали его как казармы. Резные рамы иконостасов, по видимому, были сожжены. Большая часть икон вывезена, и судьба их неизвестна.
Огромную работу по восстановлению и реставрации собора проделали работники Новгородской специальной научно-реставрационной производственной мастерской (НСНРПМ). В 1950-х годах был проведён комплекс аварийно-ремонтных работ, в 1960—1970-х выполнены реставрационные работы под руководством Григория Штендера. Работы по спасению живописи, начатые после войны московскими художниками Г. С. Батхелем и В. Г. Брюсовой, в 1974 году были продолжены бригадой художников НСНРПМ. Информационная вывеска для фасада

## Описание
Традиционный для среднерусской архитектуры XVII века четырёхстолпный, трёхапсидный, пятиглавный храм с подклетом и 2-этажной обходной галереей. По формам наиболее близок к храмам Ярославской школы зодчества. Фасады основного объёма разделены лопатками и завершены ложными закомарами, украшенными живописью. Под закомарами помещён фриз, рисунок которого, «павлинье око», характерен для памятников Москвы и Костромы. Окна украшены скромными наличниками, сложенными из фигурного кирпича. В украшении галереи использованы изразцовые пояса.
Собор неоднократно перестраивался и до некоторой степени утратил свои первоначальные формы.

## Галерея

### Наружное убранство

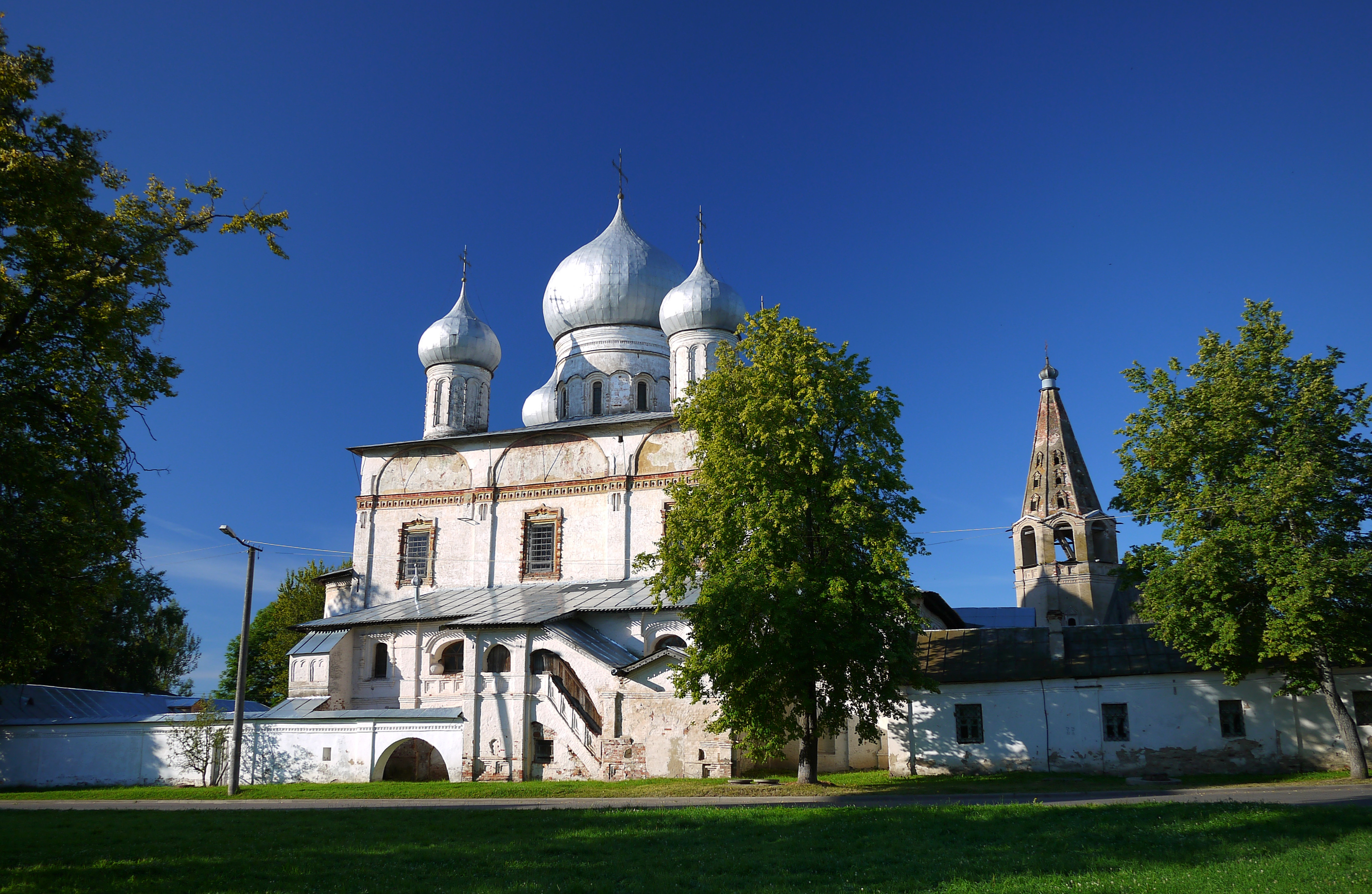
Общий вид собора
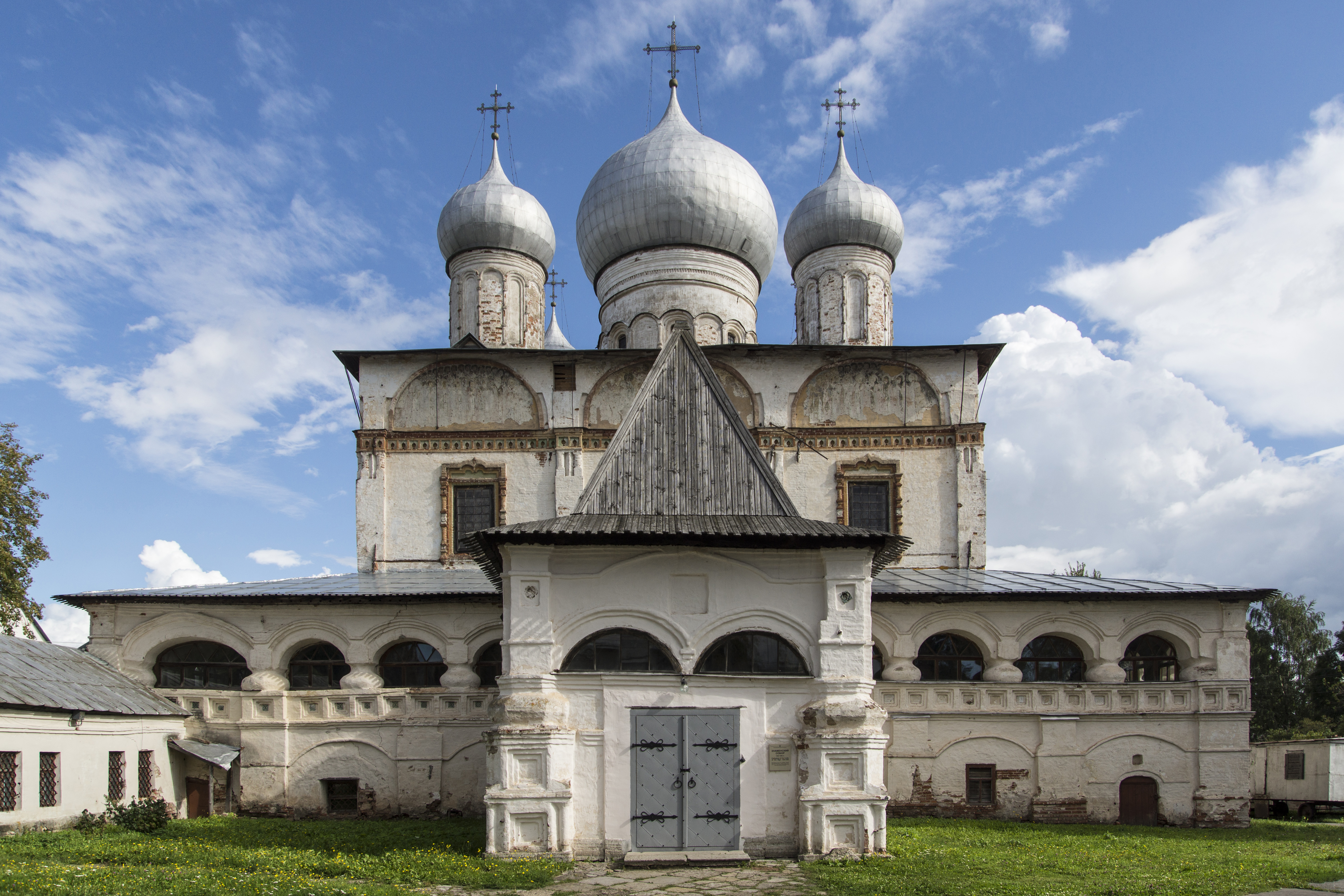
Вид с запада
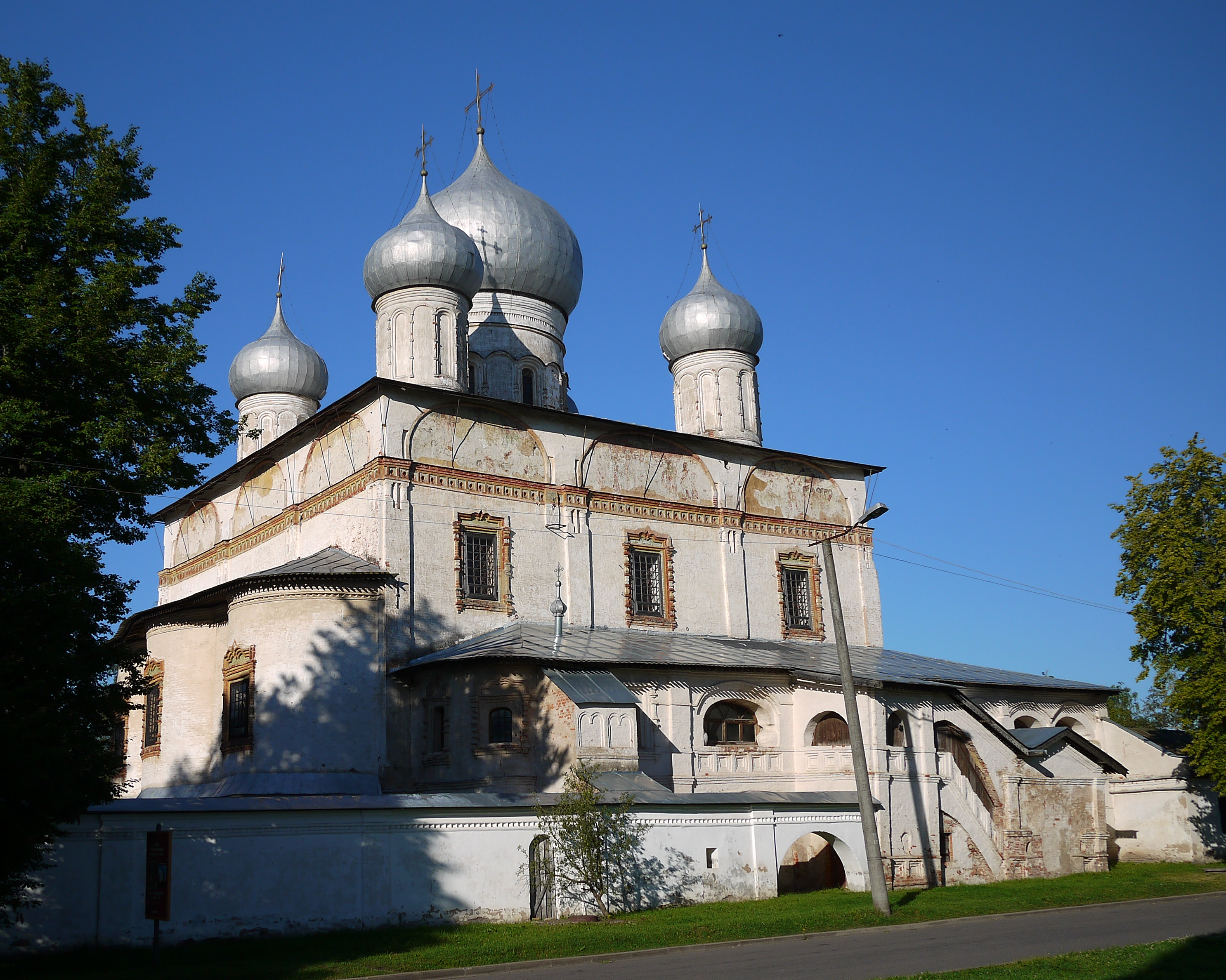
Вид с северо-востока
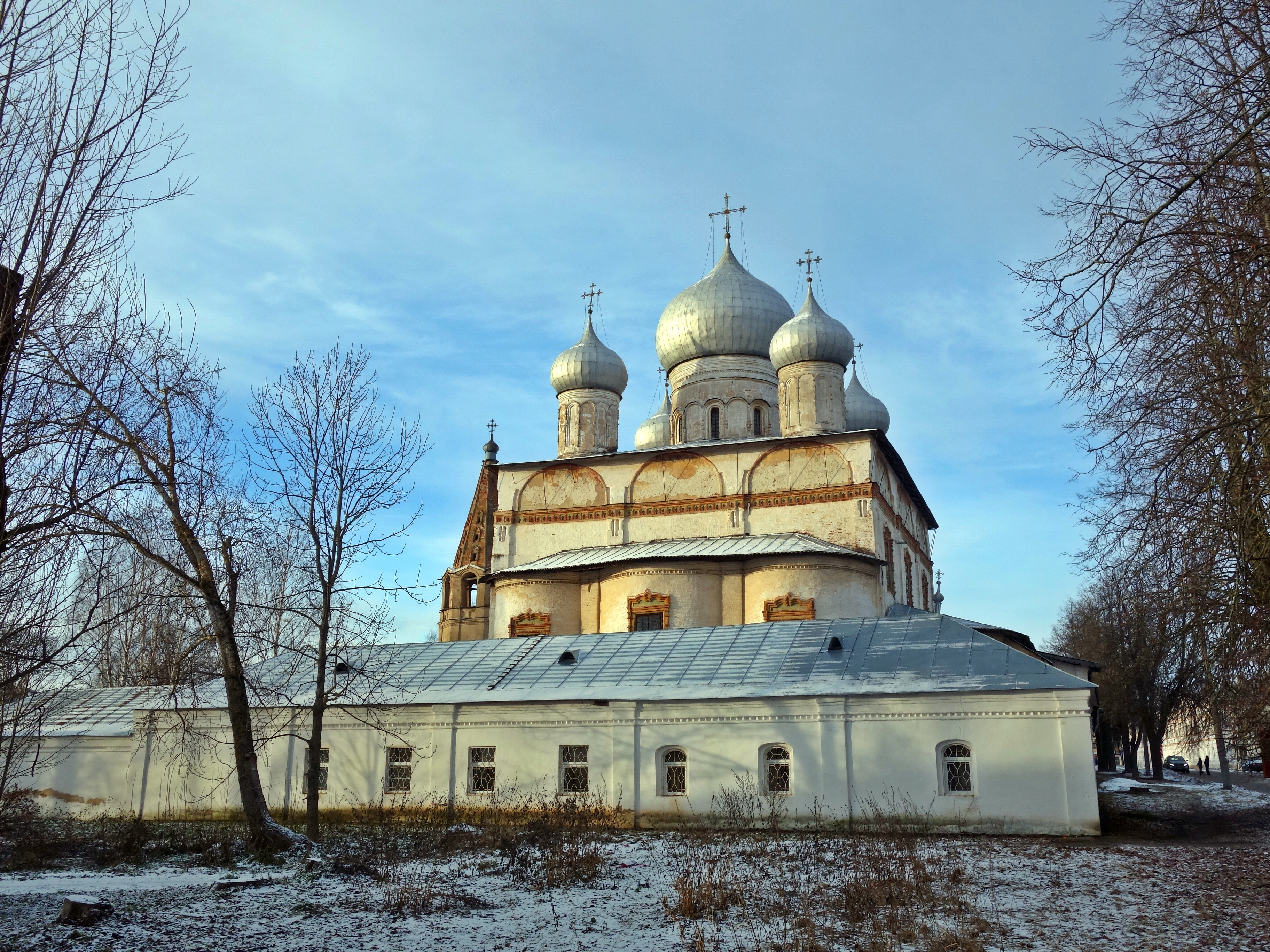
Вид с востока

### Фрески Знаменского собора

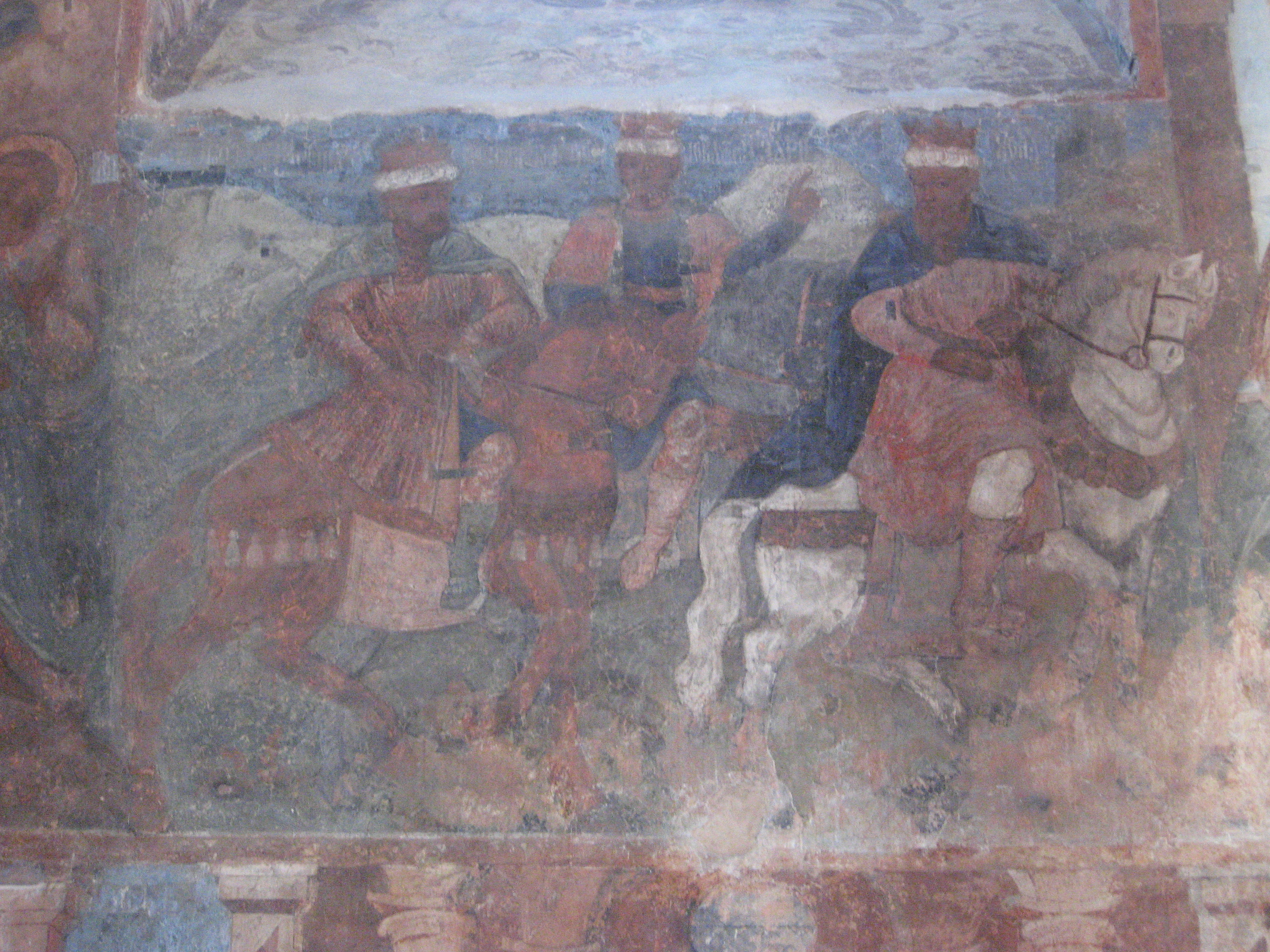
«Волхвы» (деталь росписи северной стены)
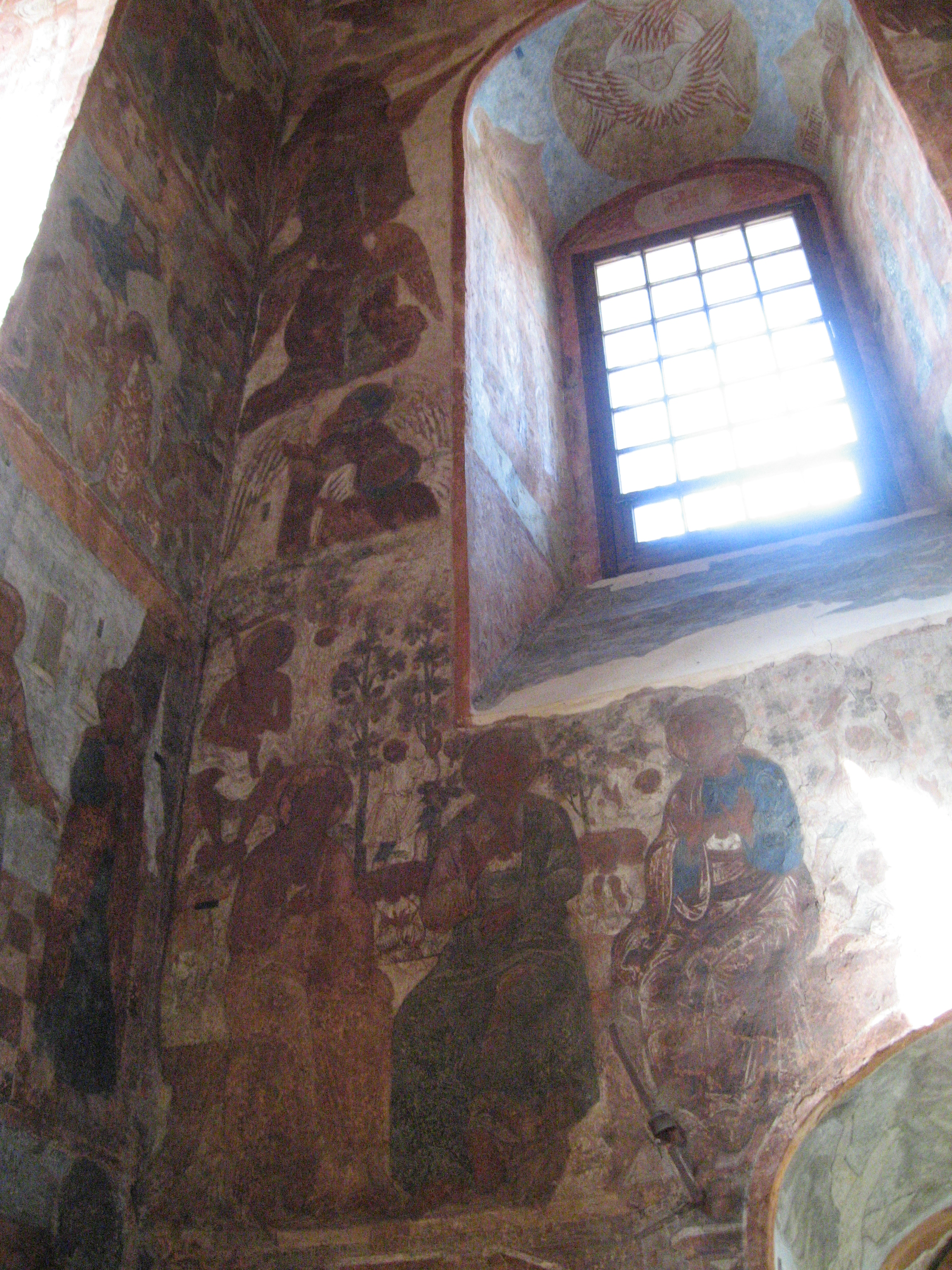
«Страшный суд. Лоно Авраамово» (деталь росписи западной стены)
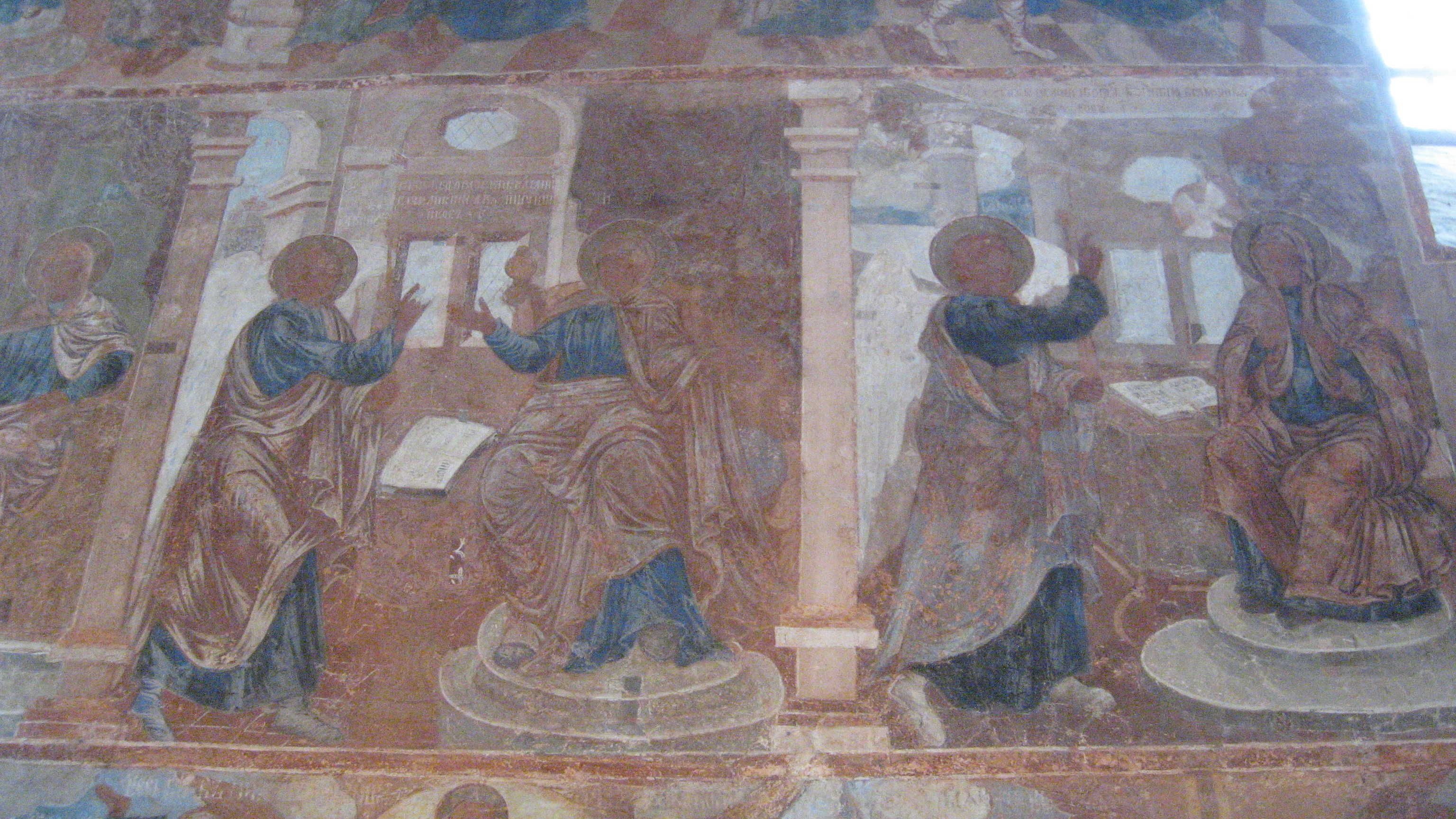
«Акафист Богоматери. Благовещение» (деталь росписи южной стены)
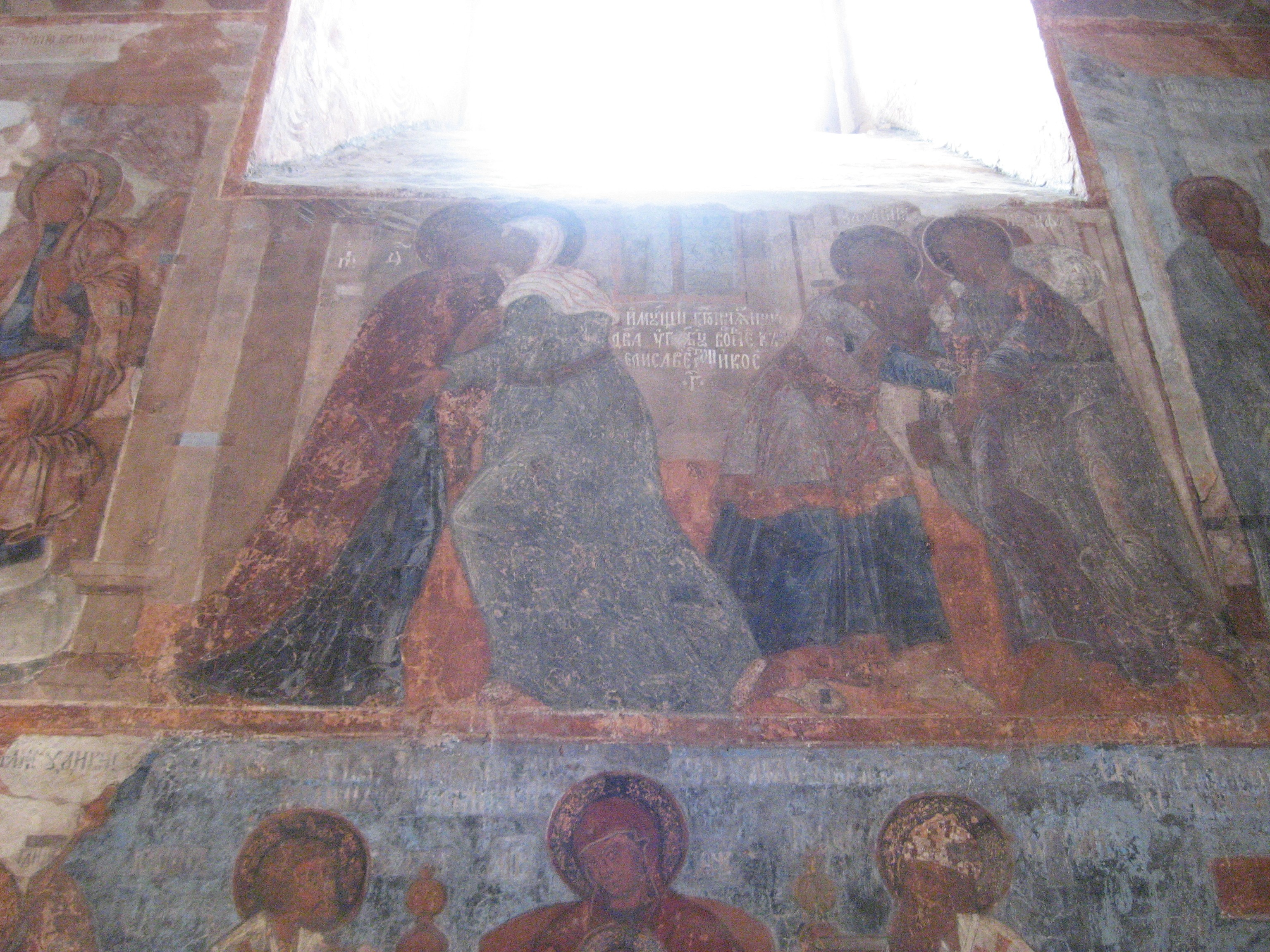
«Акафист Богоматери. Встреча Марии и Елизаветы, Захарии и Иосифа» (деталь росписи южной стены)
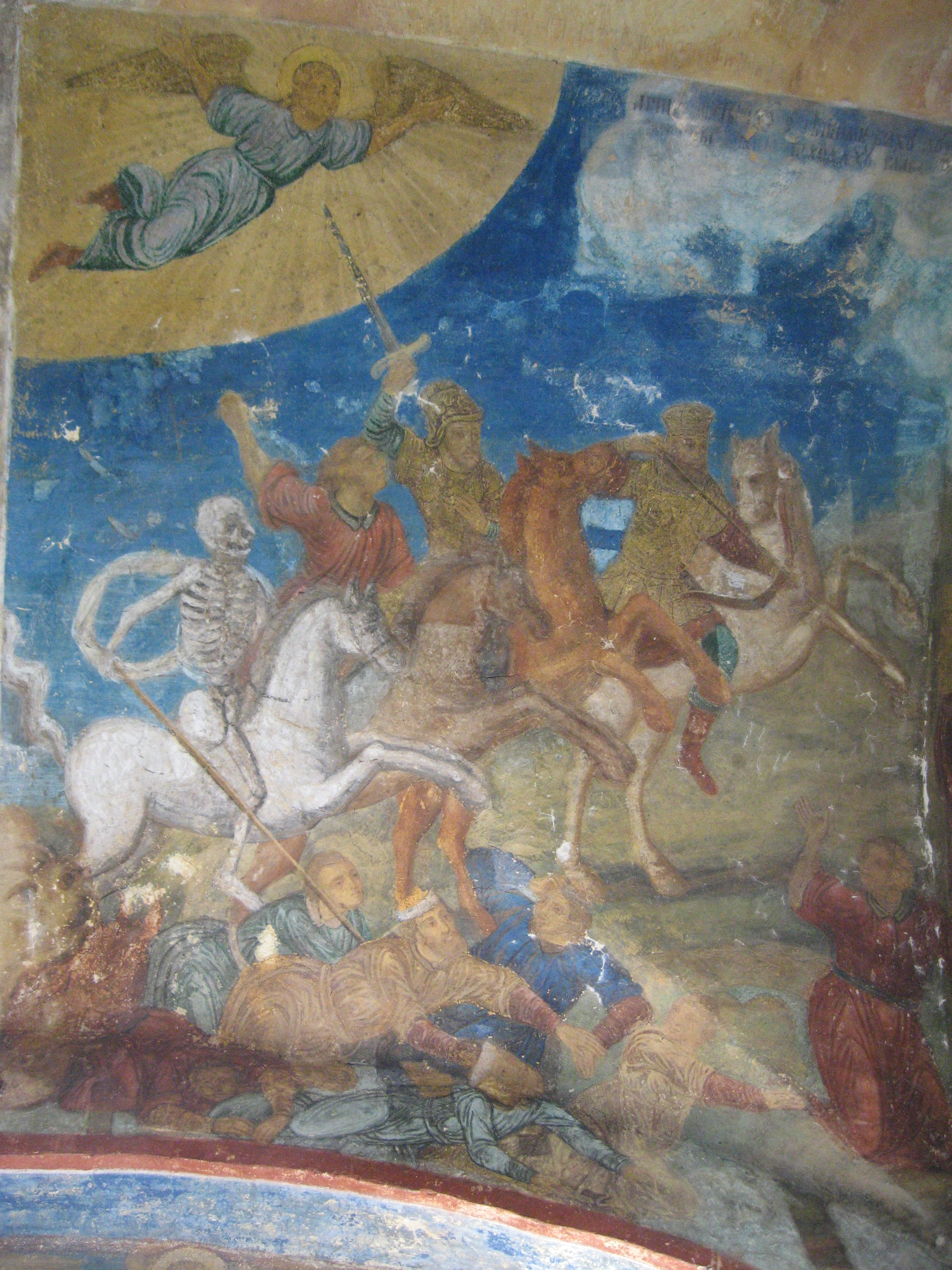
«Четыре всадника Апокалипсиса» (деталь росписи паперти)